# Saint-Quentin-Fallavier
Saint-Quentin-Fallavier ist eine französische Gemeinde mit 6.182 Einwohnern (Stand 1. Januar 2022) im Département Isère in der Region Auvergne-Rhône-Alpes.

## Geografie
Die Stadt Saint-Quentin-Fallavier liegt etwa 20 Kilometer südöstlich von Lyon am Rand des breiten Bourbre-Tales und wird vom Bourbre-Zufluss Bivet durchquert. Umgeben wird Saint-Quentin-Fallavier von den Nachbargemeinden Satolas-et-Bonce im Norden, Frontonas im Nordosten, La Verpillière im Osten, Villefontaine im Südosten, Bonnefamille im Süden, Diémoz im Südwesten, Heyrieux im Westen sowie Grenay im Nordwesten.

## Bevölkerungsentwicklung
| Jahr                       | 1962 | 1968 | 1975 | 1982 | 1990 | 1999 | 2011 | 2017 |
| Einwohner                  | 1483 | 1860 | 4069 | 4321 | 4977 | 5841 | 5869 | 6103 |
| Quellen: Cassini und INSEE |      |      |      |      |      |      |      |      |

## Terroranschlag
Am 26. Juni 2015 kam es in dem Ort zu einem Anschlag mutmaßlich islamistischer Terroristen auf eine Fabrik für Industriegase. Dabei wurde mindestens ein Mensch getötet und mehrere verletzt. Die Täter hatten mehrere Gasbehälter zur Explosion gebracht.

## Städtepartnerschaften
Seit 1971 ist Saint-Quentin verschwistert mit der deutschen Gemeinde Freigericht, seit 2004 zusätzlich mit der italienischen Gemeinde Gallicano nel Lazio.

## Sehenswürdigkeiten
- Kirche Saint-Quentin

|  |  |